# Dood en herrijzenis van Jezus

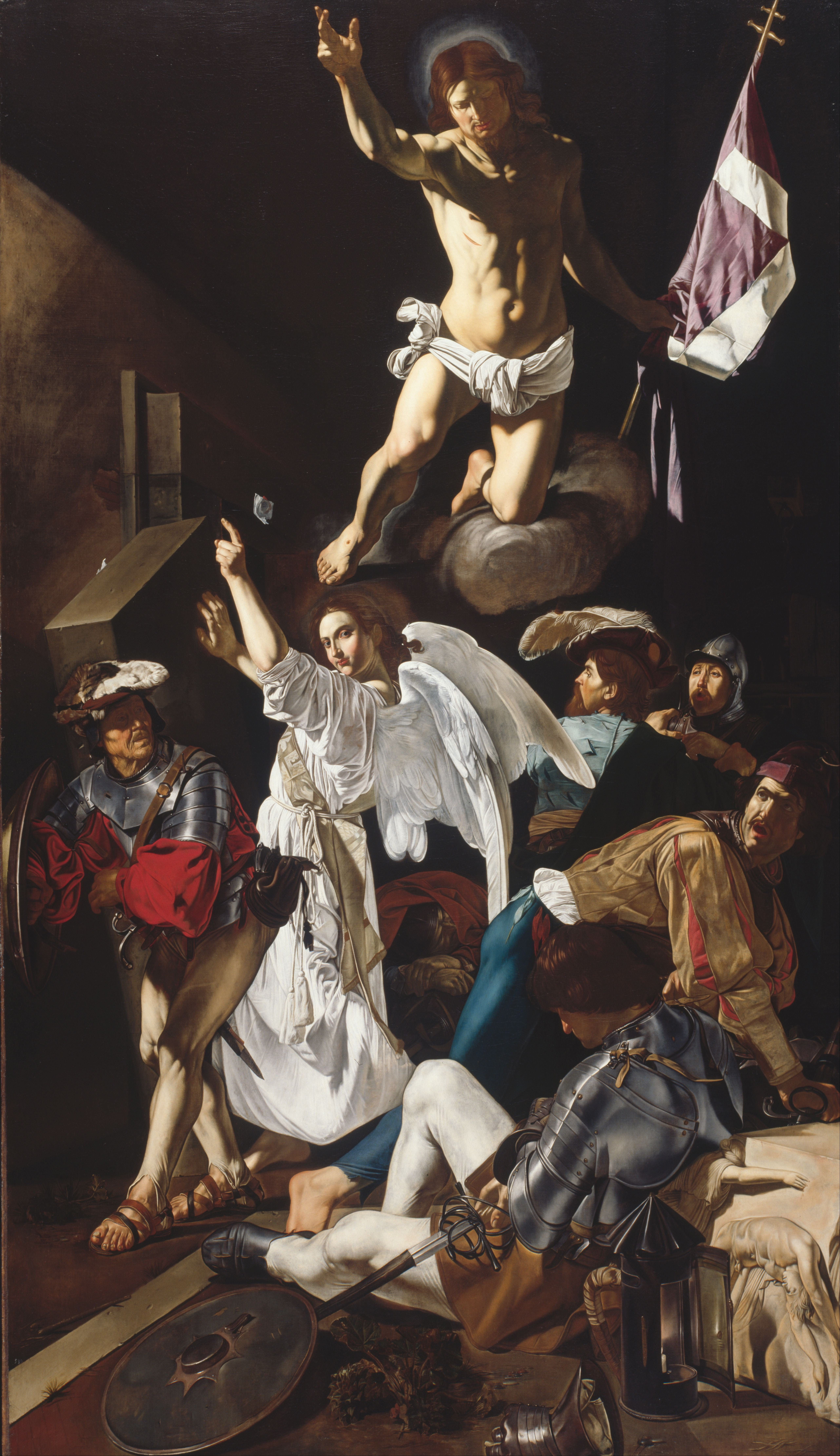
Herrijzenis van Christus, Francesco Buoneri, 1619-20

De dood en herrijzenis, verrijzenis of opstanding van Jezus is een centraal thema in het christendom. De verhalen hierover in de evangeliën zijn het hoogtepunt van een reeks verhalen over Jezus' passie. Deze verhalenreeks start met Jezus' aankomst in Jeruzalem voor Pesach. Nadat hij de Joodse tempel had gereinigd, hield hij het Laatste Avondmaal met zijn twaalf apostelen. Hierna volgden zijn arrestatie, zijn proces en daarna zijn executie door kruisiging op bevel van de Romeinse prefect Pontius Pilatus. Jezus werd op de derde dag na zijn dood, uit de doden opgewekt en hij verscheen lijfelijk aan zijn leerlingen. Veertig dagen later vond Jezus' hemelvaart plaats.
Zoals geldt voor alle verhalen over Jezus wordt er een verschil gemaakt tussen de religieuze betekenis in het christendom en in historische zin. De eerste betekenis wordt vooral bepaald in de theologie. De tweede betekenis valt binnen de zoektocht naar de historische Jezus, door historici die gebruik maken van de historisch-kritische methode.

## Voorafgaande aan Jezus' dood volgens de Evangeliën

### Arrestatie
Hogepriesters en schriftgeleerden zochten naar een list om Jezus te doden. In waarschijnlijk zijn 33e levensjaar werd Jezus van Nazareth net voor het joodse paasfeest door Judas Iskariot, een van zijn volgelingen, met een kus verraden en door een groep van Romeinse soldaten, hogepriesters, oversten en tempeldienaars gearresteerd. Er werd gewapend verzet geboden (Matteüs 26:51, Marcus 14:47, Lucas 22:49, Johannes 18:10), waar Jezus zich tegen keerde (maar niet volgens Marcus), terwijl Jezus eerder twee zwaarden voldoende achtte (Lucas 22:36–38). Jezus, die wist wat er zou gebeuren, had enkele benauwde uren doorgemaakt in een tuin net buiten de muren van Jeruzalem, die volgens Matteüs en Marcus de Hof van Getsemane heette. Jezus liet zich meevoeren met de gewapende bende, terwijl volgens Matteüs en Marcus alle discipelen wegvluchtten. Alleen Petrus liep achter hen aan tot aan het huis van hogepriester Kajafas (of diens vader Annas, volgens Johannes), waarbinnen de Sanhedrin Jezus berechtten. Op de binnenplaats werd Petrus door omstanders herkend en beschuldigd een volgeling van Jezus te zijn, maar hij ontkende dat driemaal.

### Proces en veroordeling
Jezus werd volgens de evangeliën tijdens zijn verhoor bij de Sanhedrin beschuldigd van godslastering, bespot, bespuwd en geslagen; de evangeliën wijken af in volgorde en details. Daar werden door getuigen valse beschuldigingen tegen hem geuit en scheurde de hogepriester zijn kleren uit verontwaardiging dat Jezus niet ontkende de zoon van God te zijn.
Hierna werd Jezus naar het pretorium gebracht, de verblijfplaats van de Romeinse prefect Pontius Pilatus. Deze was ter gelegenheid van het Pesach naar Jeruzalem gekomen. Pilatus kon geen misdaad vinden en wilde Jezus vrijspreken, omdat hij niets kon vinden wat de doodstraf verdiende. Hij liet Jezus geselen en verleende onder invloed van een toegestroomde menigte Barabbas amnestie en beval de kruisiging van Jezus. Volgens Marcus en Matteüs werd Jezus vervolgens bespot en mishandeld door soldaten, en volgens Marcus, Matteüs en Lucas door de Romeinse soldaten weggevoerd; volgens Johannes werd Jezus echter teruggegeven aan de hogepriesters en weggevoerd.

## Kruisiging

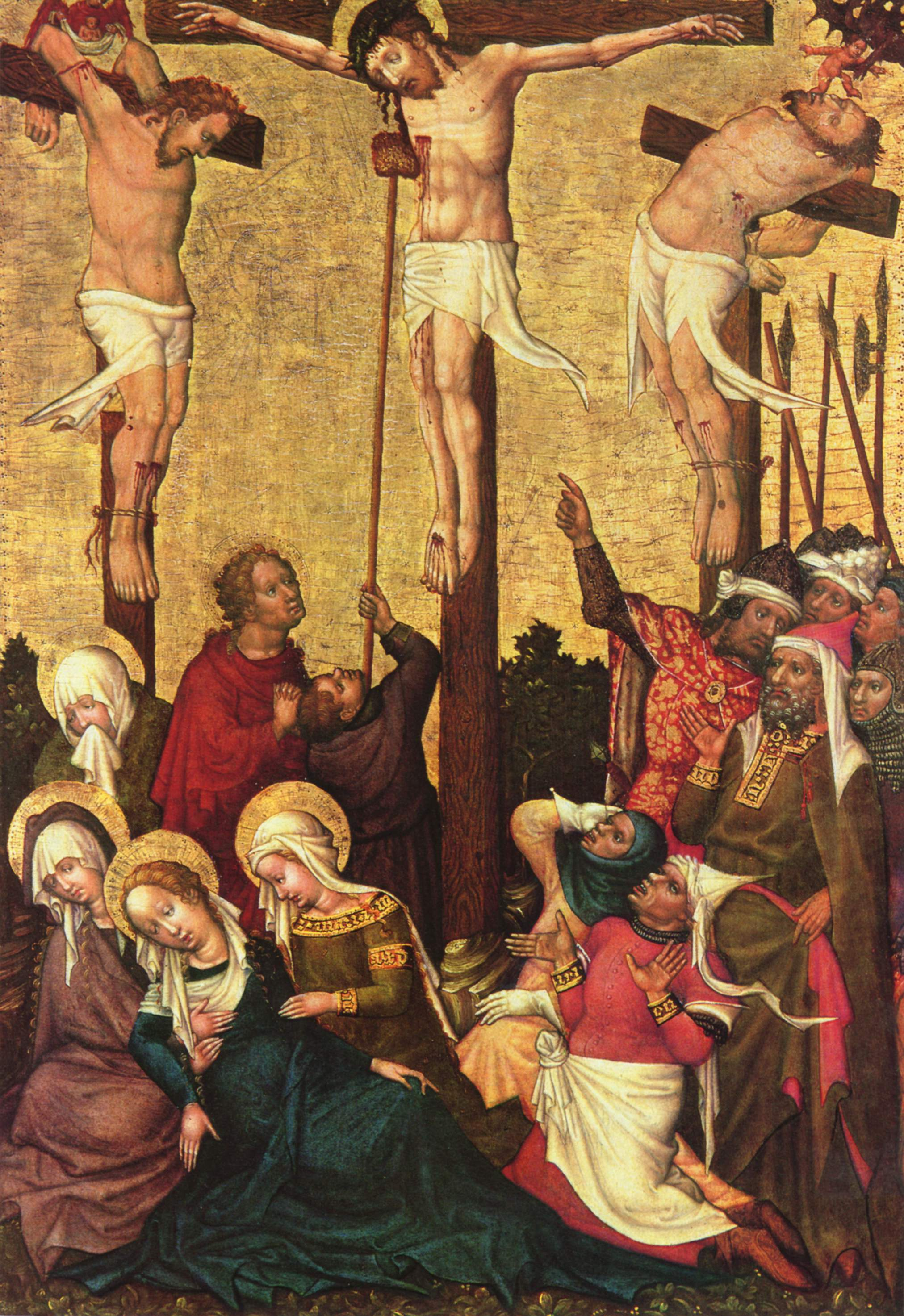
Hans von Tübingen (ca. 1430) volgde het Lucasevangelie: de 'goede misdadiger' links en de 'slechte misdadiger' rechts.

Na zijn veroordeling werd Jezus naar Golgotha, de plaats van terechtstelling, gevoerd. In de traditie is dit de Kruisweg gaan heten. Volgens de synoptische evangeliën rekruteerden de soldaten bij het vertrek uit het pretorium een toevallige voorbijganger, Simon van Cyrene, om het kruis (mogelijk de dwarsbalk) te dragen. Dit was een voortzetting van de bespotting: de balk van het kruis was een parodie van de fasces die dienaren van een magistraat in een processie meedroegen. Marcus vermeldt dat Simon de vader was van Alexander en Rufus, die kennelijk bekend waren bij de eerste hoorders van het Evangelie volgens Marcus (Marcus 15:21). Johannes laat dit alles weg en zegt uitdrukkelijk dat Jezus zelf zijn kruis droeg, mogelijk om net als bij de arrestatie Jezus zoveel mogelijk initiatief te geven.:101–102 In de traditie van de Kruisweg zijn deze verhalen geharmoniseerd: Jezus zou bezweken zijn onder het kruis, zodat Simon Jezus moest helpen. In het Lucasevangelie duurt de Kruisweg extra lang omdat Jezus aan toekijkende huilende vrouwen nog een voorspelling doet over wat er met Jeruzalem zou gaan gebeuren en dat dat veel erger zou zijn dan zijn eigen dood.
Jezus werd volgens Marcus op het derde uur na zonsopgang op Pesach (ongeveer negen uur 's morgens) gekruisigd (Marcus 14:12, 15:25). Volgens Johannes 19:14,31 gebeurde dit echter na het middaguur van de voorbereidingsdag van Pesach (een dag eerder).
Volgens alle vier de evangeliën kreeg Jezus tijdens zijn executie drank aangeboden, maar ieder verhaal vertelt dit anders. Bij aankomst op Golgotha kreeg Jezus volgens Matteüs wijn met gal aangeboden, volgens Marcus wijn met mirre. Het eerste is een aanpassing aan Psalm 69:22, het tweede past bij de spot van de soldaten met Jezus als pseudo-koning. Jezus weigerde deze wijn. Het tweede moment waarop Jezus drank krijgt aangeboden is aan het kruis. Lucas plaatst dit moment iets eerder in het verhaal dan de andere evangeliën, in zijn evangelie krijgt Jezus, terwijl de soldaten spotten met zijn koningschap, azijnwater aangeboden (ook wel vertaald als 'edik' of 'zure wijn'). Dit was een dorstlessende drank van het gewone volk, terwijl de elite liever wijn dronk. In Matteüs en Marcus krijgt Jezus azijnwater aangeboden op het moment dat de omstanders willen kijken of Elia Jezus van het kruis komt redden, maar deze poging strandt omdat Jezus sterft. In Johannes krijgt Jezus azijnwater nadat hij geroepen had dat hij dorst had, het heeft daar te maken met de vervulling van de Schrift.
Naast Jezus werden volgens alle vier evangeliën twee anderen meegekruisigd. In Matteüs en Marcus worden zij λῃσταί (léstaì) genoemd, wat 'dieven' of 'bandieten' betekent; oorspronkelijk verwees dit naar iemand die diefstal pleegde, maar het kon later ook naar misdadigers in het algemeen verwijzen. In Lucas worden zij κακοῦργοι (kakoúrgoi) genoemd, hetgeen 'misdadigers' in het algemeen betekent. Johannes geeft geen beschrijving van de meegekruisigden of waarom zij ter dood veroordeeld waren, ze worden simpelweg ἄλλους δύο (állous dúo) 'twee anderen' genoemd. Volgens Matteüs 27:44 en Marcus 15:32 bespotten beide dieven Jezus, terwijl Johannes niets vermeldt over wat de twee anderen zouden hebben gezegd. Maar volgens Lucas spotte een van de twee misdadigers met Jezus, terwijl de andere hem verdedigde en daarna Jezus vroeg om na de dood aan hem te denken, waarop Jezus antwoordde: 'Ik verzeker je: nog vandaag zul je met mij in het paradijs zijn.' Door de eeuwen heen hebben christenen de neiging gehad om zich volkomen te focussen op de versie van Lucas en de andere drie evangeliën te negeren. De 'slechte misdadiger' kreeg de naam Gestas en de 'goede misdadiger' Dismas. In de kunst wordt de laatste vaak rechts van Jezus (voor de kijker links) afgebeeld met een engel terwijl hij naar Jezus kijkt, terwijl de 'slechte misdadiger' links van Jezus (voor de kijker rechts) wegkijkt van Jezus en wordt vergezeld door een duivel.
Er werd een bord boven Jezus' hoofd bevestigd; de evangeliën spreken elkaar tegen over de precieze tekst, maar deze zou spottend beweren dat Jezus de koning van de Joden was. Volgens Johannes waren de hogepriesters hierover verontwaardigd en klaagden bij Pilatus dat de tekst veranderd moest worden in "Deze man zegt dat hij de koning der Joden is", maar dat weigerde Pilatus met de woorden "Quod scripsi, scripsi" (Ik heb geschreven wat ik heb geschreven). Soldaten dobbelden onder het kruis om zijn kleding; sommige discipelen en Maria, Jezus' moeder, keken van een afstandje toe.
Om een uur of twaalf werd het opeens in het hele land donker, drie uur lang (volgens Matteüs, Marcus en Lucas). Tijdens zijn zes uren aan het kruis zou Jezus verschillende uitspraken hebben gedaan, die de kruiswoorden genoemd worden; de evangeliën spreken elkaar tegen welke precies. Om drie uur 's middags hoorden omstanders Jezus hard roepen (niet volgens Johannes, waarin hij gewoon sprak), waarna hij stierf. Soldaten staken volgens Johannes een speer in zijn zij. Volgens de Evangeliën volgens Marcus en Matteüs scheurde het 'voorhangsel' in de tempel doormidden nadat Jezus overleed, volgens Lucas ervoor; Johannes noemt dit niet. Alleen Matteüs schreef dat er een aardbeving plaatsvond, waarbij rotsen scheurden, graven opengingen en vele doden tot leven kwamen en in Jeruzalem zich kenbaar maakten aan mensen. Volgens Johannes gingen er wel vier profetieën in vervulling door wat er gebeurde.
Onderstaande vergelijking is gemaakt op basis van de Nieuwe Bijbelvertaling (2004).
|            | Matteüs | Marcus | Lucas | Johannes |
| ---------- | --- | --- | --- | --- |
| Kruisweg   | Matteüs 27:32–33 - Soldaten dwongen Simon van Cyrene Jezus' kruis te dragen. | Marcus 15:21–22 - Soldaten dwongen Simon van Cyrene Jezus' kruis te dragen. | Lucas 23:26–32 - Soldaten dwongen Simon van Cyrene Jezus' kruis te dragen. - Jezus sprak onderweg huilende vrouwen aan: 'Huil niet om mij, maar om uw kinderen.' | Johannes 19:17 - "Ze" lieten Jezus zijn kruis zelf dragen. |
| Kruisiging | Matteüs 27:34–36 - Jezus proefde met gal vermengde wijn, weigerde verder te drinken. - Soldaten kruisigden Jezus, dobbelden om zijn kleren en bleven zitten bewaken. - [Geen tijdsaanduiding] | Marcus 15:23–25 - Jezus weigerde met mirre vermengde wijn te drinken. - Soldaten kruisigden Jezus en dobbelden om zijn kleren. - Dit gebeurde het 3e uur na zonsopgang op Pesach (14:12, 15:25). | Lucas 23:33–34 - [Geen drank aangeboden] - Soldaten kruisigden Jezus en dobbelden om zijn kleren. - Jezus: "Vader, vergeef hen, want ze weten niet wat ze doen." - [Geen tijdsaanduiding] | Johannes 19:18, 23–24 - [Geen drank aangeboden] - "Ze" kruisigden Jezus en vier soldaten en namen elk een kledingstuk, lootten om zijn onderkleed (dit vervulde een profetie). - Dit gebeurde na het middaguur van de voorbereidingsdag van Pesach (19:14, 31) |
| Bespotting | Matteüs 27:37–44 - Bord: "Dit is Jezus, de koning van de Joden". - Voorbijgangers, hogepriesters, schriftgeleerden, oudsten en beide misdadigers bespotten Jezus. | Marcus 15:26–32 - Bord: "De koning van de Joden". - Voorbijgangers, hogepriesters en beide misdadigers bespotten Jezus. | Lucas 23:35–43 - Bord: "Dit is de koning van de Joden". - Volksleiders, soldaten (boden zure wijn aan) en één misdadiger bespotten Jezus. - Andere misdadiger verdedigde hem en vroeg Jezus aan hem te denken. - Jezus: 'Ik verzeker je: nog vandaag zul je met mij in het paradijs zijn.' | Johannes 19:19–22, 25–27 - Bord: "Jezus uit Nazaret, de koning van de Joden". - Hogepriesters klaagden bij Pilatus: 'Schrijf niet "Koning van de Joden", maar "Deze man heeft beweerd: 'Ik ben de koning van de Joden'."' Pilatus: 'Quod scripsi, scripsi.' - [Geen bespotting door aanwezigen] - Jezus' moeder Maria en zijn moeders zus, Maria van Klopas en Maria Magdalena stonden bij het kruis. - Jezus zei tegen Maria: 'Dat is uw zoon', en tegen de geliefde discipel: 'Dat is je moeder.' |
| Dood       | Matteüs 27:45–56 - Rond het middaguur viel er een drie uur durende landelijke duisternis. - Negende uur gaf Jezus schreeuw en riep: 'Eli, Eli, lema sabachtani?' - Omstander probeerde Jezus zure wijn te geven, andere omstanders: 'Niet doen, kijken of Elia hem redt.' - Jezus schreeuwde opnieuw en stierf. - Voorhangsel tempel scheurde, aardbeving. - Graven geopend, vele doden kwamen tot leven en vertoonden zich in Jeruzalem. - Centurio en soldaten bang: 'Hij was werkelijk Gods Zoon.' - Veel vrouwen uit Galilea stonden op afstand te kijken, inclusief Maria Magdalena, Maria, moeder van Jakobus en Josef en de moeder van Zebedeüs' zonen. | Marcus 15:33–41 - Op het middaguur viel er een drie uur durende landelijke duisternis. - Negende uur riep Jezus: 'Eloï, Eloï, lema sabachtani?' - Omstander probeerde Jezus zure wijn te geven en zei: 'Kijken of Elia hem eraf haalt.' - Jezus slaakte een luide kreet en stierf. - Voorhangsel tempel scheurde. - Centurio: 'Werkelijk, deze mens was Gods Zoon.' - Van afstand keken vrouwen uit Galilea toe, inclusief Maria Magdalena, Maria, moeder van Jakobus en Joses en Salomé. | Lucas 23:44–49 - Rond het middaguur viel er een drie uur durende landelijke duisternis. - Voorhangsel tempel scheurde. - Jezus riep luid: 'Vader, in uw handen leg ik mijn geest' en stierf. - Centurio: 'Werkelijk, deze mens was een rechtvaardige!' - Omstanders gingen naar huis, zich op de borst slaand. - Kennissen van Jezus inclusief de vrouwen uit Galilea bleven op afstand staan. | Johannes 19:28–37 - [Geen duisternis, geen tijdsaanduiding] - Jezus zei om de Schrift te vervullen: 'Ik heb dorst.' - "Ze" lieten Jezus zure wijn drinken. - Jezus zei: 'Het is volbracht,' en stierf. - [Geen reactie omstanders, geen effect op voorhangsel tempel] - Soldaten braken de benen van de andere gekruisigden, maar niet van Jezus (dit vervulde een profetie), maar staken wel een speer in zijn zij (dit vervulde nog een profetie).                                                |

Het is niet bekend of Jezus naakt was aan het kruis. Dat was wel gebruikelijk bij Romeinse kruisigingen. Jezus werd en wordt aan het kruis meestal afgebeeld met een lendedoek, mogelijk omdat dat gepaster wordt geacht.

## Graflegging

De Graflegging van Caravaggio (ca. 1603) combineert de evangeliën: Nikodemus en Jozef van Arimathea balsemen en leggen Jezus samen in een graf, terwijl Jezus' moeder Maria, Maria Magdalena en Maria van Klopas toekijken.

De evangeliën verschillen enigszins in hun vertelling van hoe het lichaam van Jezus werd gevraagd aan en vrijgegeven door Pilatus, hoe en door wie het in welke graftombe werd gelegd, wanneer hij gebalsemd werd of zou worden en door wie, en welke vrouw of vrouwen uit Galilea hierbij betrokken zouden zijn geweest en op wat voor manier en op welk moment.
Alle vier evangeliën zijn het eens dat Jozef van Arimathea aan Pilatus vroeg of hij het lijk van Jezus van het kruis mocht halen. Volgens Marcus en Lucas was hij een raadsheer (volgens Lucas lid van het Sanhedrin, maar had niet ingestemd met de executie van Jezus), volgens Matteüs een rijke man, Johannes meldt niets over zijn maatschappelijke status. Zowel Matteüs als Johannes beweert dat hij een discipel van Jezus was, de andere twee slechts dat hij ook op het koninkrijk van God zat te wachten. Volgens Marcus was Pilatus verbaasd dat Jezus al gestorven zou zijn en checkte dat bij de centurio; bij Matteüs en Johannes kreeg Jozef het lijk meteen, Lucas vermeldt niets over wat Pilatus zei, ook al gaf deze blijkbaar toestemming.
Omdat de voorbereiding voor de sabbat al om zes uur 's avonds zou ingaan, waarna men niet meer mocht werken, werd Jezus' lichaam snel in linnen gewikkeld en in een nieuwe ongebruikte graftombe in de buurt gelegd door Jozef (volgens Johannes samen met Nikodemus). Volgens Matteüs had Jozef deze voor zichzelf uit laten houwen, maar de andere evangeliën geven geen enkele indicatie dat de tombe het eigendom van Jozef was; Johannes zegt zelfs expliciet dat de eerste de beste tombe die in de buurt nog vrij was werd gebruikt omdat Jozef en Nikodemus haast hadden vanwege de naderende sabbat. Volgens Brits theoloog en nieuwtestamenticus Paula Gooder geeft de beschrijving van deze 'geleende' tombe aan dat het om een vrij grote familietombe voor meerdere lichamen zou hebben moeten gaan die alleen welgestelde burgers zich konden veroorloven. Jozef wentelde een zware steen voor de opening volgens Matteüs en Marcus; de anderen noemen dit niet. Het is onduidelijk hoeveel en welke vrouwen er aanwezig waren bij de graflegging, daar ieder evangelie dit anders vertelt; Johannes noemt helemaal geen vrouwen.
Volgens Johannes had Nikodemus al een mengsel bij zich waarbij hij en Jozef Jezus balsemden; volgens Lucas maakten de vrouwen olie en balsem nadat ze naar huis waren gegaan en namen deze twee dagen later mee naar het graf; volgens Marcus kochten ze het, twee dagen later pas, en namen het mee naar de graftombe; Matteüs noemt niets over olie of balsem, en het is in zijn evangelie en dat van Johannes onduidelijk waarom de vrouwen eigenlijk twee dagen later naar het graf van Jezus teruggaan.
Als enige vertelt het evangelie volgens Matteüs dat de dag na voorbereidingsdag (op de sabbat dus) de hogepriesters en farizeeën naar Pilatus toekwamen. Zij vreesden dat de discipelen weleens Jezus' lichaam zouden kunnen stelen om te kunnen beweren dat hij was opgestaan. Jezus had namelijk zelf aangekondigd dat hij na drie dagen uit de dood verrezen zou zijn. Op hun aandringen stemde Pilatus toe om het graf de volgende ochtend te verzegelen en er een onbekend aantal bewakers op wacht te zetten. Bijbelwetenschappers L. Michael White en Helmut Koester beschouwen het verhaal van de bewakers in Matteüs als een apologetische toevoeging, een poging van de auteur om de destijds circulerende Joodse beweringen dat de discipelen het lichaam hadden gestolen te weerleggen.
Onderstaande vergelijking is gemaakt op basis van de Nieuwe Bijbelvertaling (2004).
|                          | Matteüs | Marcus | Lucas | Johannes |
| ------------------------ | --- | --- | --- | --- |
| Jozef en Pilatus         | Matteüs 27:57–58 - Jozef van Arimathea, een rijke man en discipel van Jezus, vroeg 's avonds Pilatus om Jezus' lichaam. - Pilatus gaf bevel om het aan hem af te staan. | Marcus 15:42–45 - Jozef van Arimathea, raadsheer die ook Gods koninkrijk verwachtte, vroeg 's avonds vóór sabbat Pilatus om Jezus' lichaam. - Pilatus was verbaasd en vroeg de centurio of Jezus al gestorven was. - Na bevestiging van de centurio gaf Pilatus Jozef Jezus' lijk. | Lucas 23:50–52 - Jozef van Arimathea, raadsheer en goed mens die ook Gods koninkrijk verwachtte en niet had ingestemd met besluit raad, vroeg Pilatus om Jezus' lichaam. - [Pilatus' reactie niet vermeld] | Johannes 19:38 - Daarna vroeg Jozef van Arimathea, uit angst voor de Joden heimelijk discipel van Jezus, Pilatus om Jezus' lichaam. - Pilatus gaf toestemming en Jozef nam het lichaam mee. |
| Graflegging              | Matteüs 27:59–61 - Jozef nam Jezus' lichaam mee en wikkelde het in linnen. - Jozef legde Jezus in het nieuwe rotsgraf dat hij voor zichzelf had laten uithouwen. Hij rolde een steen voor de ingang en vertrok. - Maria Magdalena en de andere Maria bleven tegenover het graf zitten. | Marcus 15:46–47 - Jozef kocht linnen, haalde Jezus van het kruis en wikkelde hem erin. - Jozef legde Jezus in een rotsgraf en rolde een steen voor de ingang. - Maria Magdalena en Maria de moeder van Joses keken naar de graflegging.                                            | Lucas 23:53–56 - Jozef haalde Jezus' lichaam van het kruis, wikkelde het in linnen. - Hij legde het in een ongebruikt rotsgraf. - Het was vlak voor de sabbat. - De vrouwen uit Galilea volgden Jozef om naar de graflegging te kijken. - Ze gingen naar huis en maakten olie en balsem. Op sabbat namen ze de rust in acht. | Johannes 19:39–42 - Nikodemus nam een mirre-aloëmengsel van 100 litra mee. - Nikodemus en Jozef wikkelden Jezus' lichaam met balsem in linnen. - Vlak bij Jezus' kruisigingsplaats was een olijfgaard met een ongebruikt nieuw graf. - Omdat dat graf dichtbij was en het voorbereidingsdag was, legden ze Jezus daarin. |
| Hogepriesters en Pilatus | Matteüs 27:62–66 - De volgende dag, dus na voorbereidingsdag, gingen de hogepriesters en farizeeën naar Pilatus: 'Die bedrieger [Jezus] had gezegd dat hij na 3 dagen zou opstaan, dus bewaak dat graf 3 dagen om te voorkomen dat zijn discipelen hem stiekem weghalen en dan beweren dat hij is opgestaan.' - Pilatus: 'U mag bewaking regelen.' - De hogepriesters en farizeeën verzegelden het graf en zetten er bewakers voor. | | | |
| Maria('s)                | Matteüs 28:1 - Maria Magdalena en de andere Maria gingen na de sabbat op de eerste weekdag naar het graf kijken [er wordt niet vermeld waarom]. | Marcus 16:1–2 - Na de sabbat kochten Maria Magdalena, Maria de moeder van Jakobus en Salomé olie om Jezus te balsemen en gingen op de eerste weekdag naar het graf. | Lucas 24:1 - De eerste weekdag namen de vrouwen uit Galilea de olie mee naar het graf. | Johannes 20:1 - Maria Magdalena ging op de eerste weekdag naar het graf [er wordt niet vermeld waarom]. |

## Tussen de graflegging en het lege graf
De verhalen zeggen niets over Jezus (of zijn dode lichaam) op de dag tussen de graflegging en de ontdekking van het lege graf. De tussenliggende dag was de sjabbat, de rustdag in het jodendom.
Over waar Jezus' ziel toen was, verschillen de interpretaties. In sommige interpretaties was deze in het paradijs, want Jezus had aan het kruis gezegd tegen de misdadiger die naast hem hing: "nog vandaag zul je met mij in het paradijs zijn." (Lucas 23:43). In een andere interpretatie, die onder andere wordt geleerd in de Rooms-Katholieke Kerk, was hij in de hel. Deze interpretatie wordt gebaseerd op 1 Petrus 3:19 en Efeziërs 4:9. Tijdens deze 'hellevaart van Christus' zou hij de zielen van de rechtvaardigen vanaf Adam hebben bevrijd.

## Lege graftombe

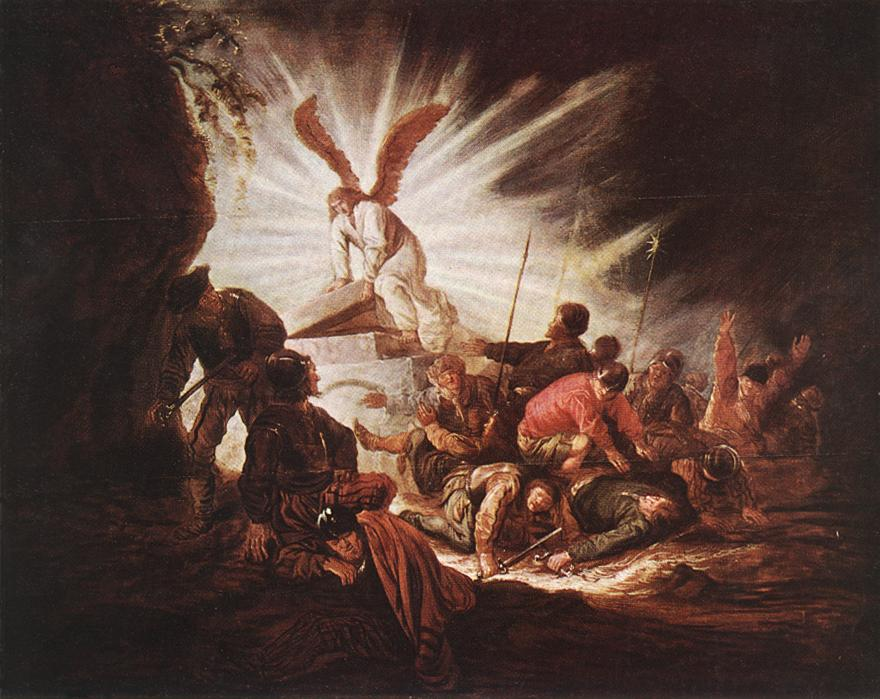
Benjamin Cuyp (ca. 1640) volgt het Matteüsevangelie: een engel opent de graftombe en jaagt de bewakers angst aan.

Jezus zou op de eerste dag van de nieuwe week zijn opgestaan uit de dood. In het jodendom is de sabbat de laatste dag van de week en deze eindigt zodra de zon is ondergegaan op zaterdagavond, waarmee de eerste dag van de nieuwe week is aangebroken.
De enige rechtstreekse vermelding van de opstanding van Jezus is te vinden in het eerste vers van de Marcus Appendix (16:9), waarin een alwetende verteller de lezer informeert: 'Toen hij vroeg op de eerste dag van de week was opgestaan, (...)' (Marcus 16:9). De andere drie evangeliën en het oorspronkelijke, kortere Marcusevangelie vertellen het verdere verhaal alleen vanuit het perspectief van de vrouw(en) uit Galilea en (later) de (mannelijke) discipelen die observeerden dat de graftombe leeg was (eerst in de veronderstelling dat het lichaam van Jezus was gestolen), daar één of twee man(nen) dan wel engel(en) zouden hebben gezien die hen iets vertelden, op grond waarvan ze bepaalde (voorlopige) conclusies trokken (Matteüs 28:1–8; Marcus 16:1–8; Lucas 24:1–12; Johannes 20:1–13). De evangeliën spreken elkaar tegen wat betreft het aantal personages en wie dat waren, wat er precies gebeurde en de volgorde van gebeurtenissen, wat er werd gedaan en gezegd en door wie.:7:08
Het Johannesevangelie wijkt significant af van de synoptici: Maria Magdalena was de enige vrouw die het graf bezocht en keerde meteen terug naar Petrus en de 'geliefde discipel' (traditioneel vereenzelvigd met de apostel Johannes, maar dat is omstreden) zodra ze zag dat de steen weggerold was. Petrus en de andere discipel inspecteerden het graf maar konden geen aanwijzing van het lichaam van Jezus vinden en gingen weer naar huis. Pas daarna zag Maria Magdalena twee engelen, waar ze mee praatte (in tegenstelling tot de monologen in de andere evangeliën) en uiteindelijk verscheen Jezus zelf aan haar in de tombe en volgde er een korte dialoog (Johannes 20:1–18).
Voorts instrueerde de engel in Matteüs 28:7 en de man in Marcus 16:7 de vrouwen om de discipelen te vertellen dat zij Jezus dienden te ontmoeten in Galilea, terwijl volgens Lucas 24:49 Jezus zelf in een latere verschijning de discipelen vertelde dat ze in Jeruzalem moesten blijven.:7:08 In Johannes kregen de discipelen dergelijke instructies niet, maar Jezus verscheen aan hen zowel in Jeruzalem (waarin het voorval van de ongelovige Thomas gebeurde) als in Galilea bij het Meer van Tiberias (Johannes 20:19–21:23).
Onderstaande vergelijking is gemaakt op basis van de Nieuwe Bijbelvertaling (2004).
|           | Matteüs | Marcus | Lucas | Johannes |
| --------- | --- | --- | --- | --- |
| Aankomst  | Matteüs 28:1–4 - Na sabbat gingen Maria Magdalena en de andere Maria naar het graf kijken [onduidelijk waarom]. - Ze gingen toen de ochtend van de eerste weekdag gloorde. - Plots was er een aardbeving toen een engel uit de hemel afdaalde. - De engel liep naar het graf, rolde de steen weg en ging erop zitten. - De bewakers waren doodsbang en vielen verstijfd neer. | Marcus 16:1–4 - Na sabbat kochten Maria Magdalena, Maria de moeder van Jakobus en Salome olie om Jezus te balsemen. - Ze gingen vlak na zonsopgang op de eerste weekdag naar het graf. - Tegen elkaar: 'Wie zal de steen voor ons wegrollen?' - Toen zagen ze dat de steen al was weggerold.             | Lucas 23:1–2 - Maria Magdalena, Johanna, Maria de moeder van Jakobus en nog enkele andere vrouwen (24:10) gingen met de olie die ze hadden gemaakt naar het graf. - Ze gingen op de eerste weekdag bij het ochtendgloren. - Toen zagen ze dat de steen was weggerold. | Johannes 20:1 - Maria Magdalena kwam bij het graf [onduidelijk waarom]. - Ze kwam toen het nog donker was op de eerste weekdag. - Toen zag ze dat de steen weggerold was. |
| Inspectie | Matteüs 28:5–7 Engel: 'Jezus is niet hier, want hij is opgestaan. Kijk maar, daar lag hij. Vertel de discipelen dat hij is opgestaan en dat jullie hem in Galilea zullen zien.' | Marcus 16:5–7 - Ze gingen het graf binnen, zagen rechts een in het wit geklede jongeman zitten en schrokken vreselijk. - Jongeman: 'Jezus is opgewekt uit de dood, hij is niet hier. Kijk, daar was hij neergelegd. Ga terug en zeg tegen de discipelen en Petrus: 'Jullie zullen hem zien in Galilea'.' | Lucas 23:3–7 - Ze gingen naar binnen, maar vonden ze het lichaam van Jezus niet en raakten van streek. - Plots stonden er twee mannen in stralende gewaden bij hen. - De vrouwen werden bang en sloegen hun handen voor hun ogen. - Mannen: 'Waarom zoekt u de levende onder de doden? Hij is niet hier, hij is uit de dood opgewekt. Herinner u wat hij zei: 'De Mensenzoon moest worden uitgeleverd aan zondaars, gekruisigd en op de derde dag opstaan.' | Johannes 20:2–10 - Ze liep naar Petrus en de geliefde discipel en zei: 'De Heer is uit het graf weggehaald.' - De geliefde discipel keek alleen het graf in en zag de doeken. - Petrus ging naar binnen, zag de doeken en ook dat het gezichtsdoek apart lag. - De geliefde discipel ging ook naar binnen en geloofde. - Ze hadden nog niet uit de Schrift begrepen dat Jezus uit de dood moest opstaan. - Ze gingen terug naar huis. |
| Reactie   | Matteüs 28:8 - De vrouwen verlieten haastig het graf om het de discipelen te vertellen. | Marcus 16:8 - De vrouwen vluchtten het graf uit omdat ze waren bevangen door angst. Ze waren zo erg geschrokken dat ze tegen niemand iets zeiden. | Lucas 24:8–12 - De vrouwen herinnerden zich zijn woorden, verlieten het graf en vertelden de elf apostelen en alle anderen wat er was gebeurd. - Maar de apostelen geloofden hen niet. - Petrus rende naar het graf, maar zag alleen de linnen doeken liggen. Hij ging verbaasd terug. | Johannes 20:11–13 - Maria Magdalena huilde nog bij het graf. - Ze boog naar het graf en zag twee engelen in witte kleren zitten aan weerszijden van waar Jezus had gelegen. - Engelen: 'Waarom huil je?' - Maria Magdalena: 'Ze hebben mijn Heer weggehaald en ik weet niet waarheen.' |

## Jezusverschijningen na de opstanding
In 1 Korintiërs, de vier evangeliën en de Handelingen staat dat Jezus na zijn opstanding verschenen is aan verschillende personen. In de oudste handschriften van Marcus eindigt het relaas abrupt met de ontdekking dat het graf leeg is en worden dus geen verschijningen van de opgestane Jezus beschreven; die staat wel in de latere aanvulling Marcus 16. Omdat de 1 Korintiërs de oudste bron is, gaat deze voorop in onderstaande tabel.
|    | Aan wie verscheen Jezus: | Korintiërs           | Matteüs          | Marcus Appendix | Lucas          | Johannes          | Handelingen                         |
| -- | --- | -------------------- | ---------------- | --------------- | -------------- | ----------------- | ----------------------------------- |
| 1  | Maria Magdalena | -                    | -                | Marcus 16:9–11  | -              | Johannes 20:10–18 | -                                   |
| 2  | Maria Magdalena en de andere Maria | -                    | Matteüs 28:8-10  | -               | -              | -                 | -                                   |
| 3  | Petrus (Kefas, Simon) | 1 Korintiërs 15:5    | -                | -               | Lucas 24:34    | -                 | -                                   |
| 4  | Twee reizigers (op weg naar Emmaüs bij Lucas) | -                    | -                | Marcus 16:9–11  | Lucas 24:13–35 | -                 | -                                   |
| 5  | (Elf) discipelen (achter gesloten deuren) tijdens maaltijd die aansluitend Jezus' afscheid door hemelvaart bijwonen (bij Lucas staat geen expliciete hemelvaart) | -                    | -                | Marcus 16:14    | Lucas 24:36–49 | -                 | Handelingen 1:3–8                   |
| 6  | De discipelen (achter gesloten deuren) tijdens maaltijd zonder aansluitend afscheid van Jezus                                                                    | -                    | -                | -               | -              | Johannes 20:19–25 | -                                   |
| 7  | Twaalf discipelen, alle apostelen | 1 Korintiërs 15:5, 7 | -                | -               | -              | -                 | -                                   |
| 8  | Alle discipelen en Tomas | -                    | -                | -               | -              | Johannes 20:26–31 | -                                   |
| 9  | Zeven discipelen bij het vissen in het meer van Tiberias zonder hemelvaart van Jezus                                                                             | -                    | -                | -               | -              | Johannes 21:1–14  | -                                   |
| 10 | Elf discipelen op de berg in Galilea zonder hemelvaart van Jezus                                                                                                 | -                    | Matteüs 28:16–20 | -               | -              | -                 | -                                   |
| 11 | Een menigte van 500 mensen | 1 Korintiërs 15:6    | -                | -               | -              | -                 | -                                   |
| 12 | Apostel Jakobus de Rechtvaardige | 1 Korintiërs 15:7    | -                | -               | -              | -                 | -                                   |
| 13 | Apostel Paulus | 1 Korintiërs 15:8    | -                | -               | -              | -                 | Handelingen 9:3–9, 9:13–19, 22:1–10 |
| 14 | Stefanus | -                    | -                | -               | -              | -                 | Handelingen 7:55                    |

Anderhalve dag na zijn dood aan het kruis (Goede Vrijdag) zou Jezus uit de dood zijn opgestaan (Paasfeest), waarna hij in de veertig dagen tussen Pasen en zijn Hemelsvaart zijn leerlingen uitlegde dat alles wat gebeurd was moest gebeuren om Gods plan ten uitvoer te brengen. Hij beloofde de Heilige Geest te sturen om de discipelen in herinnering te brengen wat hij hen had gezegd en dat zij zijn leer moesten verspreiden over de hele wereld. Vijftig dagen na zijn dood vond de uitstorting van de Heilige Geest plaats: Pinksteren (pentacost = 50 in het Grieks)
Wat betreft de verschijning van Jezus aan de apostel Paulus: op drie plaatsen in Handelingen en een plaats in 1 Korintiërs gaat het om een verschijning, maar in Galaten 1:16 om "een openbaring in mij [Paulus]".
In de Openbaring van Johannes 1:12–20 verschijnt Jezus aan Johannes van Patmos.

## Interpretatie

### Christelijke interpretaties
Voor de christelijke duiding van de dood en herrijzenis is het Nieuwe Testament gezaghebbend. De vier evangeliën bevatten profetische aanwijzingen en uitspraken over het lijden, sterven en opstanding van Jezus. Hieruit blijkt dat christenen al vroeg geloofden dat Jezus al vanaf het begin van zijn bediening wist wat hem te wachten stond. De dood en opstanding van Jezus worden ook genoemd in de overige geschriften van het Nieuwe Testament, zoals de brieven van Paulus. Volgens de in het vroege christendom zeer invloedrijke apostel Paulus is het christelijk geloof nutteloos als Jezus niet zou zijn opgewekt uit de dood (1 Korintiërs 15:1-19).
Onder christenen zijn er verschillende interpretaties over Jezus' opstanding als historisch feit of als geloofsartikel:
- Orthodoxe christenen zullen er op wijzen dat opstanding onmogelijk wordt geacht, omdat het nog nooit is waargenomen. Wanneer men echter zulke waarnemingen bij voorbaat van de hand wijst, is er sprake van een cirkelredenering. Van Christus' opstanding waren volgens het Nieuwe Testament vele getuigen.[21]
- Rudolf Bultmann stelde dat de opstanding "plaatsvond in de subjectieve ervaring van de discipelen, niet in de openbare arena van de geschiedenis".[22]
- Karl Barth daarentegen geloofde in de opstanding als historisch feit, maar acht het niet mogelijk dit feit historisch te onderzoeken. Het graf kan bijvoorbeeld leeg zijn geweest omdat het lichaam gestolen was. Daarmee blijft het Evangelie een zaak van geloof.[23]

### Historisch-kritische interpretaties
Mede omdat ook seculiere bronnen zoals Josephus en Tacitus vermelden dat Jezus werd veroordeeld en gekruisigd, behoren deze beweringen daarmee tot de zekerste dingen die over hem gezegd kunnen worden; vrijwel geen historicus betwijfelt het dat de historische Jezus werd gekruisigd. Waarom en hoe dat precies is gebeurd, blijft echter omstreden. Jezus' opstanding wordt bovendien als geloofskwestie beschouwd in plaats van als historisch feit, net als de overige wonderen in het Nieuwe Testament.

#### Het lege graf
Volgens veel christenen is de lege graftombe alleen al voldoende bewijs is dat Jezus wel uit de doden moet zijn opgestaan, omdat het de beste verklaring voor het lege graf zou zijn.
Om te beginnen moet worden opgemerkt dat er geen consensus is over hoe oud het verhaal over het lege graf is en hoe het verhaal is ontstaan. Er zijn sterke aanwijzingen dat de Romeinen in de regel de gekruisigde misdadigers lieten hangen nadat ze waren gestorven. Het zou dus kunnen dat er eerst verhalen waren over de opgestane Jezus (zie hieronder over 1 Korintiërs 15) en het verhaal over het lege graf ontstond in reactie op kritiek op de verhalen over Jezus' opstanding en zo hun weg vonden in de (relatief late) evangeliën.
Maar zelfs als Jezus' lichaam in het graf was gelegd en het graf leeg werd aangetroffen: door de eeuwen heen hebben onderzoekers talloze verklaringstheorieën geopperd over wat er met het lichaam van Jezus zou kunnen zijn gebeurd zonder de natuurwetten te hoeven overtreden, zoals:
- Iemand heeft Jezus' lichaam opzettelijk uit het graf weggehaald. Dit zouden onder meer kunnen zijn geweest: de leerlingen,[28] de Romeinen, de Joodse leiders of gewone Joodse burgers.
- Het lichaam van Jezus is verloren gegaan door een natuurverschijnsel. De meest geopperde mogelijkheid is een aardbeving (zoals vermeld in Matteüs 28:2) waardoor het lijk in de aarde zou zijn verdwenen.
- Jezus verloor zijn bewustzijn maar bleef in leven, een paar uur later werd hij weer wakker en liep zelf het graf uit.
- De vrouwen hebben per ongeluk de verkeerde tombe bezocht.

#### Getuigenissen over Jezusverschijningen na de opstanding
1 Korintiërs (ca. 56 n.Chr.) bevat de oudste vermelding van Jezus' opstanding en vermeldt dat Christus is gestorven, begraven, opgestaan en verschenen aan verschillende (groepen) volgelingen (1 Korintiërs 15:3-7). Paulus citeert hier een traditie die hij ook zelf weer had ontvangen. Meestal wordt 1 Kor. 15:3b-5a als oudere traditie beschouwd. De vermelding dat een groep van meer dan 500 personen de opgestane Jezus zouden hebben gezien, wordt beschouwd als een zeer vroege traditie in het christendom, die mogelijk reeds enkele jaren na Jezus' dood ontstond. Het is niet duidelijk naar welke gebeurtenis dit verwijst. Sommige onderzoekers suggereren dat het een verwijzing is naar "de dag van het Pinksterfeest" (Handelingen 2:1), anderen denken dat deze vermelding door Paulus werd toegevoegd aan een lijst met verschijningen van de opgestane Jezus, maar dat de bron hiervan onbekend is.
Veel nieuwtestamentici nemen wel aan dat sommige leerlingen van Jezus geloofden dat zij hem enkele weken of maanden na zijn dood levend hadden gezien, maar dat dit geen bewijs is van zijn opstanding. Het komt wel vaker voor dat mensen beweren dat zij een geliefde hebben gezien die al was overleden. In een studie van bijna 20.000 mensen, verklaarde 13 procent dat zij een overledene hadden gezien. Hiervoor zijn diverse verklaringstheorieën, van de fysieke en emotionele uitputting veroorzaakt door de dood van een dierbare tot het geloof dat sommige aspecten van de menselijke persoonlijkheid in staat zijn om de lichamelijke dood te overleven.
Naast individuele gevallen van mensen die denken een overledene te hebben gezien, zijn er ook gevallen van grote groepen mensen die zeggen de Maagd Maria te hebben gezien of een UFO. De exacte mechanismes voor deze groepshallucinaties is onduidelijk.
De theorie van cognitieve dissonantie van Leon Festinger werd door John G. Gager gebruikt als een mogelijke wetenschappelijke verklaring voor het ontstaan van het christendom. De theorie van Festinger zegt dat wanneer een voorspelling niet uitkomt, het geloof toeneemt. In het vroege christendom bleven, aldus Gager, de messiasverwachting en voorspelde eindtijd inderdaad uit. Gager tracht hieruit te verklaren dat Jezus na zijn dood een goddelijke en devotionele status kreeg toegeschreven door zijn volgelingen. Daarop zou een proces van legende- en mythevorming zijn gevolgd waarvan men volgens Gager een neerslag ziet in de evangeliën. Festinger zelf was van mening dat zijn theorie niet kon worden toegepast op het vroege christendom en Gagers analyse werd door theologen bekritiseerd.